# Avro Antelope
Avro Antelope (Avro 604) – brytyjski, prototypowy lekki bombowiec wytwórni Avro z drugiej połowy lat 20. XX wieku. Maszyna wzięła udział w konkursie na nowy bombowiec przeznaczony do służby w Royal Air Force, jednak nie znalazła uznania w oczach decydentów, przegrywając rywalizację z Hawker Hart.

## Historia
W 1926 roku brytyjskie Air Ministry wydało specyfikację numer 12/26. Opisywała ona warunki techniczne jakie musi spełnić nowy, dzienny, lekki samolot bombowy przeznaczony dla RAF. Siły powietrzne oczekiwały metalowej, dwuosobowej konstrukcji napędzanej silnikiem o dużej mocy. Preferowaną jednostką był silnik Rolls-Royce F.XI, znany lepiej pod nazwą własną Kestrel. Był to nowy silnik, który w 1926 roku uzyskał zadowalające parametry, był prosty w produkcji i tani w utrzymaniu. Posiadał mechaniczną sprężarkę, pozwalającą na osiągnięcie odpowiedniej mocy na dużej wysokości. Dzięki zastosowaniu nowej jednostki napędowej samolot miał charakteryzować się osiągnięciem dużej prędkości lotu, na poziomie 257 km/h. Do konkursu stanęły obok Avro również Hawker Aircraft oraz de Havilland. Air Ministry pominęło w swojej ofercie wytwórnię Fairey. Odwołała się ona jednak od decyzji Air Ministry, która odwołanie przyjęła i wysłała jej kopie dokumentów przekazanych pozostałym trzem producentom. Avro zaprojektował klasyczny jak na czasy swojego powstania, zastrzałowy dwupłat o metalowej konstrukcji, z zastrzałowym podwoziem głównym i płozą ogonową. Maszyna uzbrojona była w pojedynczy synchronizowany karabin maszynowy Vickers kalibru 7,7 mm strzelający na wprost. Tylne stanowisko można było wyposażyć w obrotnicę z karabinem maszynowym Lewis. Jako bombowiec maszyna była zdolna do zabrania 225 kg bomb. Samolot napędzany był preferowanym przez RAF silnikiem Rolls-Royce F.XI. Wybudowano pojedynczy prototyp oblatany w listopadzie 1927 roku. W czerwcu 1928 roku maszyna została zaprezentowana RAF. Samolot trafił do bazy sił powietrznych Martlesham Heath, gdzie mieścił się ośrodek badań lotniczych Aeroplane and Armament Experimental Establishment. Niestety dla konstrukcji, Antelope podczas testów wykazała się słabymi własnościami lotnymi. Dodatkowo maszyna miała tendencję do wchodzenia w korkociąg, z którego trudno dawało się ją wyprowadzić. Tym samym RAF nie wykazał dalszego zainteresowania konstrukcją Avro i projekt pozostał na etapie wybudowania pojedynczego egzemplarza. Na bazie konstrukcji Antelope wytwórnia zaprojektowała dwa typy: nieukończony samolot myśliwski oznaczony jako Avro 608 Hawk oraz pojedynczy samolot pocztowy Avro 627 Mailplane, przeznaczony dla kanadyjskiej poczty.